# Melksteelmycena
De melksteelmycena (Mycena galopus) is een schimmel uit de familie Mycenaceae.  De melksteelmycena komt vanaf juni tot de late herfst algemeen voor op rottend hout en strooisel in loof- en naaldbossen. 

## Kenmerken

### Uiterlijke kenmerken
Hoed
De hoed is 1-2 cm breed en de vorm is kegel- tot klokvormig. De hoed is wit en fijngestreept door de lamellen, die enigszins door de hoed heen zichtbaar zijn. De hoed is rimpelig en grijs tot grijsbruin van kleur, bruin in het centrum en bleker aan de hoedrand.
Lamellen
De lamellen staan breed uiteen en zijn aangehecht. Ze zijn eerst witachtig, daarna bruinwit tot lichtgrijsbruin. De randen zijn wit.
Steel
De steel is 5 tot 8 cm lang en slank (2-3 mm), hol en glad. De steel is grijsbruin van kleur, de punt van de steel is witachtig crème van kleur, de basis is iets donkerder van kleur. Bij beschadiging scheidt de steel een wit melksap uit, wat deze soort zijn naam gaf. De steelbasis is soms verdikt en vaak harig wit krullend haar.
De variëteit Mycena galopus var. nigra heeft een bruinzwarte hoed en steel.
Geur en smaak
Het vruchtvlees is dun en wit en ruikt naar aarde tot radijsachtig. De smaak is mild en enigszins kruidachtig.
Sporenprint
De sporenprint is licht crème.

### Microscopische kenmerken
De gladde, amyloïde sporen zijn elliptisch, soms bijna peervormig en 11-14 µm lang en 5-6 µm breed. De knotsvormige basidia zijn 25-36(-49) µm lang en 7-9 µm breed. Ze zijn viersporig en hebben sterigma's tot 7 µm lang. De cheilocystidia meten 39–95 × 8–18 µm. In de regel zijn ze spoelvormig, maar ze kunnen ook knotsvormig tot ovaal zijn. Ze lopen taps toe naar een punt of zijn bovenaan gevorkt. Slechts zelden hebben ze grove uitwassen aan de bovenkant of aan de zijkanten. De pleurocystidia lijken op elkaar, ze zijn ook spoelvormig. De lamellaire trama is dextrinoïde en kleurt wijnbruin met jodiumoplossing. De hyfen van de hoedhuid (pileipellis) zijn 1-3,5 µm breed, vertakt en dun tot dicht bedekt met uitlopers 2-4,5 µm lang en 1-2 µm breed.

## Verspreiding
Deze holarctische soort is verspreid over het noordelijk halfrond en heeft een meridionale tot boreale (subarctische) bereik. zijn gevonden in Noord-Azië (Kaukasus, Oost-Siberië, Japan), Noord-Amerika (VS, Canada), de Canarische Eilanden, Noord-Afrika (Algerije, Marokko) en Europa. In Europa komt hij voor in het zuiden in Spanje, de Balearen, Corsica, Italië en Roemenië, in het westen in Frankrijk, de Benelux-landen en Groot-Brittannië en daar in het noorden tot aan de Hebriden en de Shetland-eilanden. Hij is ook wijdverbreid in heel Centraal-Europa (Zwitserland, Liechtenstein, Oostenrijk, Duitsland, Tsjechië, Slowakije, Polen). In het oosten strekt het verspreidingsgebied zich uit tot Wit-Rusland en Rusland, in het noordoosten tot Estland en in het noorden omvat het heel Fennoscandinavië. De noordelijke grens is ongeveer 69 graden noorderbreedte.
In Nederland komt de melksteelmycena zeer algemeen voor. Hij is niet bedreigd en staat niet op de rode lijst.